# Richard Juma
Richard Juma (* 19. Juli 1945) ist ein ehemaliger kenianischer Langstreckenläufer.
Bei den Olympischen Spielen 1972 in München schied er über 10.000 m im Vorlauf aus und erreichte im Marathon nicht das Ziel.
Über 10.000 m gewann er bei den Afrikaspielen 1973 in Lagos und bei den British Commonwealth Games 1974 in Christchurch Bronze.
Beim Marathon der Commonwealth Games 1978 in Edmonton gelangte er nicht ins Ziel.

## Persönliche Bestzeiten
- 5000 m: 13:40,8 min, 3. Juli 1973, Stockholm
- 10.000 m: 27:56,96 min, 25. Januar 1974, Christchurch